# Garrincha
Manuel Francisco dos Santos, známý pod přezdívkou Garrincha (28. října 1933 – 20. ledna 1983 Rio de Janeiro) byl brazilský fotbalista, útočník, jeden z nejslavnějších fotbalistů brazilské historie. Garrincha se narodil v Pau Grande, čtvrť Magé, ve státě Rio de Janeiro, v roce 1933.
Roku 1999 byl zvolen v anketě FIFA sedmým nejlepším fotbalistou 20. století, v anketě IFFHS byl osmý. Byl také zařazen do nejlepší jedenáctky všech dob, kterou sestavila FIFA v roce 1994.
Byl dvojnásobným mistrem světa z let 1958 a 1962. Na šampionátu 1962 v Chile se stal se čtyřmi góly i nejlepším střelcem turnaje (spolu s dalšími pěti fotbalisty). Účastnil se i světového šampionátu roku 1966. V brazilské reprezentaci sehrál 50 zápasů a vstřelil 12 gólů. Brazilský národní tým nikdy neprohrál, pokud byli na hřišti pospolu Garrincha a Pelé.

## Život a fotbalová kariéra

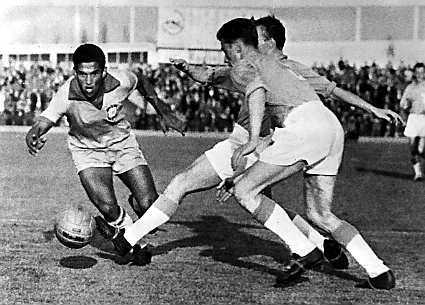
Garrincha v roce 1962

Pocházel z chudé venkovské rodiny a k profesionálnímu fotbalu se dostal až jako dvacetiletý. Prosadil se navzdory vážnému zdravotnímu postižení: jeho pravá noha byla o šest centimetrů kratší než levá. . Navíc měl levou nohu vytočenou ven a pravou dovnitř. V dětství špatně chodil a kulhal. Lékař ho označil za zmrzačené dítě. S otcovou pomocí, který mu vyrobil jednoduchou tříkolku, denně trénoval a jeho stav se postupně zlepšoval. Začal hrát fotbal s kamarády, nakláněl se přitom na levou nohu a slabší pravou kontroloval míč. V osmnácti letech už byl nejlepším fotbalistou v Pau Grande. Do školy nechodil, od deseti let pracoval v továrně. Číst a psát se naučil až když se proslavil jako fotbalista. Jeho otec byl alkoholik a Garrincha zdědil náklonnost k alkoholu. 
Většinu své kariéry prožil v brazilském klubu Botafogo de Futebol e Regatas. Od roku 1953 v něm sehrál 581 ligových zápasů, ve kterých vstřelil 232 branek. V roce 1966 přestoupil do SC Corinthians Paulista, později působil v klubech Atlético Junior de Barranquilla (Kolumbie), Clube de Regatas do Flamengo a Olaria AC.
Jeho silnou zbraní byl driblink: dokázal protihráče obejít i z klidové pozice, zkušení obránci od něho běžně dostávali „jesle“. Jako pravý křídelní útočník se proslavil fintou tělem a bleskovou kličkou na pravou stranu, která vstoupila do fotbalové historie jako Garrinchova klička. Jeho lehké načechrané centrové přihrávky od brankové čáry novináři nazvali padajícími listy.  Je také prvním fotbalistou, o kterém je známo, že kvůli zranění soupeřova hráče přerušil útočnou akci a kopl míč do zázemí — toto dnes už tradiční gesto fair play předvedl v roce 1960 v ligovém utkání proti Fluminense FC a bývá označováno jeho jménem.
Po zranění v roce 1965 a operaci kolene se už nikdy nedostal do vrcholné formy. Na MS 1966 zaznamenal v zápase s Maďarskem svoji jedinou reprezentační porážku a už se do národního týmu nevrátil. Kariéru ukončil v roce 1973. Dne 19. prosince 1973 mu byl na rozloučenou uspořádán mezinárodní zápas mezi týmem FIFA World a Brazílií na stadionu Maracaná. 
Jeho přezdívka Garrincha znamená v překladu "střízlík" či "malý ptáček" (Troglodytes musculus neboli střízlík zahradní), získal ji pro svou drobnou postavu. V Brazílii je znám také jako Mané Garrincha (Mané od Manuel), v hlavním městě Brasílii je dokonce takto pojmenován stadion: Estádio Nacional Mané Garrincha.
Byl znám svým bouřlivým soukromým životem. Oženil se v roce 1952, v devatenácti letech se svou první láskou, teprve šestnáctiletou Nair Marques, tovární dělnicí z Pau Grande. Rozvedli se v roce 1965. S Nair měl osm dcer. Měl několik dalších vztahů. Údajně měl nejméně čtrnáct dětí. V roce 1966 vzbudilo mediální ohlas jeho manželství s přední zpěvačkou samby Elzou Soaresovou. Ztratil tím hodně svých fanoušků v rodné Brazílii. 
Úspěchy, které měl Garrincha na fotbalovém hřišti byly v příkrém rozporu s jeho osobním životem. Během svého dospělého života hodně pil a byl účastníkem několika vážných dopravních nehod, zejména srážky s nákladním automobilem v dubnu 1969, při níž zemřela jeho tchyně.
Po skončení kariéry se těžce vyrovnával se ztrátou popularity. Hledal v útěchu v alkoholu, v posledních letech života chátral fyzicky, byl několikrát hospitalizován. Závislost na alkoholu, která byla v jeho rodině dědičná, vedla k jeho předčasnému úmrtí na cirhózu jater.  Jeho poslední roky byly nešťastné a temné – zdálo se, že se stal zapomenutým hrdinou – ale jeho pohřební průvod z Maracanã do Pau Grande přilákal tisíce fanoušků, přátel a bývalých hráčů, aby mu vzdali úctu. Jeho epitaf zní: „Tady odpočívá v pokoji ten, kdo byl radostí lidu – Mané Garrincha.“ Lidé namalovali na zeď: Obrigado, Garrincha, por você ter vivido (Děkujeme, Garrincho, že jsi žil).
O jeho popularitě v Brazílii svědčí fakt, že na mezinárodním stadiónu Estádio do Maracanã je šatna domácích pojmenována po Garrinchovi a šatna hostů po Pelém.